# Matthew Gilmore
Matthew Gilmore (ur. 11 września 1972 w Gandawie) – belgijski kolarz torowy i szosowy pochodzenia australijskiego, wicemistrz olimpijski oraz czterokrotny medalista torowych mistrzostw świata.

## Kariera
Jego ojcem jest australijski kolarz Graeme Gilmore, i pomimo iż Matthew urodził się w Belgii, to reprezentował początkowo kraj swego ojca. Pierwszy sukces w karierze Gilmore osiągnął w 1990 roku, kiedy zdobył brązowy medal w drużynowym wyścigu na dochodzenie podczas mistrzostw świata juniorów. W 1993 roku został mistrzem Australii w madisonie, a w 1996 roku wygrał szosowy wyścig w Houtem. Od 1998 roku Gilmore reprezentował już Belgię i w barwach tego kraju, wspólnie z Etienne'em De Wilde zdobył złoty medal w madisonie podczas mistrzostw świata w Bordeaux. Na rozgrywanych dwa lata później mistrzostwach świata w Manchesterze wywalczył srebrny medal w wyścigu punktowym, ulegając jedynie Hiszpanowi Joanowi Llanerasowi. W tym samym roku wystąpił na igrzyskach olimpijskich w Sydney, gdzie razem z De Wilde był drugi w madisonie, a rywalizację w wyścigu punktowym zakończył na piętnastej pozycji. Cztery lata później, podczas igrzysk olimpijskich w Atenach był jedenasty w madisonie i osiemnasty w wyścigu punktowym. Ponadto na mistrzostwach świata w Los Angeles w 2005 roku w parze z Iljo Keisse wywalczył brązowy medal w madisonie, a indywidualnie także w wyścigu punktowym. W tej drugiej konkurencji lepsi okazali się tylko Duńczyk Alex Rasmussen i Australijczyk Nowozelandczyk Greg Henderson.